# عباس‌آباد سردار
عباس‌آباد سردار، شهری در بخش مرکزی شهرستان ریگان در استان کرمان ایران است.
این شهر در تاریخ ۲۶ مرداد ۱۳۹۹ به شهر ارتقا یافت.

## جمعیت
بر پایه سرشماری عمومی نفوس و مسکن در سال ۱۳۹۵، جمعیت شهر عباس‌آباد سردار برابر با ۵٬۱۲۵ نفر (۱٬۵۴۶ خانوار) بوده است.